# Цзадо
32°53′40″ пн. ш. 95°17′45″ сх. д. / 32.89454° пн. ш. 95.29591° сх. д.
Цзадо (кит. 杂多县, пін. Záduō Xiàn, трансліт. Zadoi) — один із повітів КНР у складі Юйшу-Тибетської автономної префектури, провінція Цинхай. Адміністративний центр — містечко Чапугтанг.

## Географія
Середня висота Цзадо над рівнем моря складає понад 4200 метрів, повіт лежить на сході Тибетського плато у верхів'ях Меконгу.

### Клімат
Повіт знаходиться у зоні, котра характеризується континентальним субарктичним кліматом. Найтепліший місяць — липень із середньою температурою 11,2 °C. Найхолодніший місяць — січень, із середньою температурою -10,4 °С.
| Клімат повіту Цзадо     | Клімат повіту Цзадо | Клімат повіту Цзадо | Клімат повіту Цзадо | Клімат повіту Цзадо | Клімат повіту Цзадо | Клімат повіту Цзадо | Клімат повіту Цзадо | Клімат повіту Цзадо | Клімат повіту Цзадо | Клімат повіту Цзадо | Клімат повіту Цзадо | Клімат повіту Цзадо | Клімат повіту Цзадо |
| Показник                | Січ.                | Лют.                | Бер.                | Квіт.               | Трав.               | Черв.               | Лип.                | Серп.               | Вер.                | Жовт.               | Лист.               | Груд.               | Рік                 |
| Середній максимум, °C   | −2                  | 0,2                 | 4,5                 | 8,8                 | 12,7                | 15,6                | 18,1                | 17,8                | 15                  | 9,4                 | 3,5                 | −0,4                | 8,6                 |
| Середня температура, °C | −10,4               | −7,6                | −3                  | 1,3                 | 5,3                 | 9                   | 11,2                | 10,6                | 7,6                 | 1,4                 | −5                  | −9,2                | 0,9                 |
| Середній мінімум, °C    | −17,3               | −14,3               | −9,4                | −5                  | −0,5                | 4                   | 6                   | 5,3                 | 2,7                 | −3,5                | −11,1               | −16                 | −4,9                |
| Норма опадів, мм        | 7.6                 | 7                   | 9.8                 | 14.9                | 53.3                | 121.4               | 113.2               | 96.3                | 80.4                | 28.3                | 4.8                 | 3.8                 | 540.8               |
| Вологість повітря, %    | 49                  | 46                  | 44                  | 48                  | 59                  | 67                  | 68                  | 68                  | 69                  | 60                  | 48                  | 45                  | 55.9                |
| ----------------------- | ------------------- | ------------------- | ------------------- | ------------------- | ------------------- | ------------------- | ------------------- | ------------------- | ------------------- | ------------------- | ------------------- | ------------------- | ------------------- |
| Джерело: data.cma.cn    |                     |                     |                     |                     |                     |                     |                     |                     |                     |                     |                     |                     |                     |